# Маммини, Иво
Иво Маммини (исп. Ivo Mammini; род. 15 апреля 2003, Ла-Плата) — аргентинский футболист, нападающий клуба «Химнасия Ла-Плата». 

## Клубная карьера
Маммини — воспитанник клуба «Химнасия Ла-Плата». 26 февраля 2020 года в поединке Кубка Аргентины против «Спортиво Барракас» Иво дебютировал за основной состав. 29 декабря в матче против «Тальерес» он дебютировал в аргентинской Примере. 25 апреля 2023 года в поединке против «Архентинос Хуниорс» Иво забил свой первый гол за «Химансию Ла-Плата».  